# Battaglia del crinale di Thiepval
La battaglia del crinale di Thiepval fu la prima grande offensiva effettuata dalla British Reserve Army del tenente generale Hubert Gough durante la battaglia della Somme. Fu programmato di iniziare questa offensiva 24 ore dopo l'inizio della battaglia di Morval, che iniziò il 25 settembre 1916. Thiepval era un villaggio situato su un'altura che dominava la valle dell'Ancre, sebbene il fronte di questa battaglia si estese in tutto il settore compreso tra la ridotta di Schwaben e Courcelette.

## Il piano
L'obiettivo finale posto dal comandante inglese Douglas Haig era di spingere via i Tedeschi dal crinale di Thiepval, conquistando anche le ridotte di Stuff, di Zollern e di Schwaben, tutte e tre pesantemente fortificate. L'attacco a Thiepval avrebbe dovuto essere seguito da un attacco condotto su entrambe le sponde del fiume Ancre per creare, infine, un saliente posto in una posizione poco favorevole. La battaglia sarebbe stata condotta da quattro divisioni, provenienti dal II Corps britannico, comandato dal tenente generale Claud Jacob, e dal Canadian Corps, comandato dal tenente generale Julian Byng. Fu anticipato che il II Corps avrebbe dovuto avere l'impegno più gravoso, poiché doveva fronteggiare truppe tedesche asserragliate in trincee ben protette e ben realizzate: esse erano state realizzate prima del 1º luglio, data d'inizio della battaglia della Somme, ed a quel momento degli scontri erano ancora in mano ai Tedeschi. Tutto ciò fece sì che il II Corps venisse equipaggiato con ben sei degli otto carri armati disponibili e che venisse supportato, per l'imminente attacco, da ben 230 cannoni pesanti e 570 cannoni campali.

## La battaglia
Dopo tre giorni di intenso bombardamento da parte degli 800 pezzi inglesi, la fanteria iniziò ad attaccare alle 12:35 del 26 settembre 1916: le quattro divisioni attaccavo lungo tratto un fronte lungo circa 5 500 metri, dove i tedeschi possedevano una fitta rete di trincee. All'estrema destra la 1st e la 2nd division canadese (a cui più tardi si aggiunse anche la 3rd), dopo essere uscite vittoriose nella battaglia di Flers-Courcelette, protette da un fuoco di sbarramento, attaccarono verso nord e verso nord ovest partendo dalle loro postazioni a Courcelette: l'attacco permise loro di strappare dal controllo tedesco la base del crinale. Le due divisioni canadesi fallirono di poco nel catturare l'ultimo obbiettivo della giornata, la Trincea Regina, che, prima di essere catturata verso la metà di novembre, fece soffrire al Canadian Corps migliaia di morti e feriti.
Sul lato sinistro, la 11th (Northern) Division britannica, attaccando verso nord, superò rapidamente la fattoria Mouquet, praticamente irriconoscibile, seppur dovette sperimentare una grande difficoltà nel piegare i difensori superstiti. La resa finale della guarnigione nemica permise alla 11th Division di dirigersi verso la ridotta di Zollern, anche se le elevate perdite rallentarono i progressi, cosicché quando giunse la sera gli attaccanti erano in uno stato di stallo nei pressi di quella ridotta. Quella postazione fu attaccata senza successo in agosto e a settembre dalle divisioni della First Australian Imperial Force e della Canadian Expeditionary Force.
La sistematica avanzata della 18th Division verso Thiepval iniziò con qualche successo, ma in seguito la resistenza tedesca si fece più forte e l'avanzata verso il villaggio fu fermata dal fuoco delle mitragliatrici posizionate tra le rovine del castello. Un carro armato intervenne in maniera cruciale verso le 14:30 e, dopo un quarto d'ora di aspri combattimenti a distanza ravvicinata, la maggior parte di Thiepval fu messa in sicurezza: sarebbe stata completamente ripulita la mattina seguente. Nel pomeriggio, in seguito all'evacuazione della ridotta di Zollern, la 11th Division attaccò la ridotta di Stuff e conquistò una posizione precaria situata nel margine sud della ridotta.
Il secondo giorno della battaglia vide la cattura della fortezza tedesca di Thiepval ad opera della 18th Division del maggior generale Ivor Maxse. Il villaggio era stato un obbiettivo del 1º luglio 1916, il primo giorno della battaglia della Somme, ed era stato, fino a quel momento, il luogo di una lunga serie di tentativi inglesi di conquistare il piccolo borgo. La 118th Division si era battuta bene a Montauban il 1º luglio e da quel momento era stata perfezionata nell'addestramento dal suo comandante, il generale Maxse. La sua divisione era stata capace di attaccare direttamente lungo il crinale partendo da sud, poiché le posizioni tedesche a est di Thiepval erano state indebolite durante l'assalto contro la fattoria Mouquet.
Le operazioni inglesi si conclusero il 28 settembre con la cattura della ridotta di Schwaben, a nord di Thiepval. Il generale Gough era ansioso di continuare a premere sulle difese tedesche, cosicché i combattimenti entrarono in una nuova fase d'attrito, la battaglia delle colline dell'Ancre.
Fino alla battaglia delle colline dell'Ancre non fu completata l'opera di rastrellamento della zona dove si era combattuta la battaglia di Thiepval. Durante quella battaglia, il 14 ottobre, gli ultimi soldati tedeschi furono costretti ad allontanarsi dalla ridotta di Schwaben, mentre l'11 novembre, il Canadian Corps, finalmente, conquistò la pesantemente martoriata Trincea Regina.